# Stazione di St. Pölten Centrale
La stazione di St. Pölten Centrale (in tedesco St. Pölten Hbf) è la principale stazione ferroviaria della città austriaca di Sankt Pölten.

## Movimento

### S-Bahn
La stazione è servita dalla linea S40 del trasporto ferroviario suburbano.

### Esplicative
1. ↑  Abbreviazione di Sankt Pölten Hauptbahnhof, letteralmente "St. Pölten stazione principale".

### Bibliografiche
1. ↑   Mappa della rete (PDF), su oebb.at. URL consultato il 4 maggio 2019 (archiviato dall'url originale il 17 aprile 2018).